# آلفين جونسون
آلفين جونسون (بالإنجليزية: Alvin Saunders Johnson )‏ (و. 1874 – 1971 م) هو اقتصادي، وصحفي، وأستاذ جامعي أمريكي، ولد في هومر، توفي في نيويورك، عن عمر يناهز 97 عاماً.

## مناصب
تولى منصب رئيس.

## التعليم
تعلم في جامعة كولومبيا، وجامعة نبراسكا- لينكولن.

## جوائز
حصل على جوائز منها:
- صليب القائد لنيشان استحقاق جمهورية ألمانيا الاتحادية.